# Maria Luisa Premier
Maria Luisa Premier (Treviso, 30 gennaio 1962) è un'ex cestista italiana.

## Carriera
Con l'Italia ha disputato i Campionati europei del 1980.